# ストレンジリアル
ストレンジリアル（英: Strangereal）とは、バンダイナムコエンターテインメント（旧ナムコ→旧バンダイナムコゲームス）のフライトシューティングゲーム、『エースコンバットシリーズ』の多くの作品に共有される架空の世界である。

## 概要
ストレンジリアルという名前はエースコンバットシリーズの多くの作品で共有されている架空の世界を指しており、開発スタッフやファンが使う呼称である。作中世界内ではこの名は呼ばれず、作中キャラクターは自分たちが生活する惑星を「地球」と呼び、大気圏外の領域も「宇宙」と呼んでいる。
ストレンジリアルの世界観を描いた作品として明確に定義されているのは『エースコンバット3』、『エースコンバット04』、『エースコンバット5』、『エースコンバットZERO』、『エースコンバットX』、『エースコンバット6』、『エースコンバット7』である。『エースコンバット3D』はストレンジリアルの世界観との関わりを描写しているものの、本作はストレンジリアルの概念が現れる前の『エースコンバット』と『エースコンバット2』を再構築したタイトルであり、立ち位置が曖昧な作品となっている。また、『エースコンバットXi』も同じく公式から世界観に含むか定義付けされていない作品である。『ACE COMBAT Advance』や『ACE COMBAT NORTHERN WINGS』もストレンジリアルの世界観を元にした描写が見られるが、どちらも海外限定で発売されたものであり公式からの声明もなく不明瞭である。
『エースコンバット3』はストレンジリアル世界内の時系列で最も後になる作品であり、かつUGSFシリーズにおける時系列の起点となっている作品である。ただし、開発チームのPROJECT ACESの見解によれば『エースコンバット3』は『エースコンバット7』と時系列的な繋がりを持つというだけで、そこから先の話については「現時点（2018年時点）では公式の設定ではない」としている。

## ストレンジリアルの形成

### 名前の浸透
ストレンジリアルという名称は『エースコンバット04』の開発に携わったデザイナーたちが作品のコンセプトを言い表す言葉として「ストレンジ・リアル」と呼んだことを起源としており、このコンセプトは東京ゲームショウ2000で公開された「エースコンバット04」のティザームービーに描かれた「the strange,real world」という表記に現れている。また『エースコンバット5』や『エースコンバットZERO』のティザームービーには「Welcome to The Strange Real World」という文章が差し込まれ、海外ファンを中心に「ストレンジリアル（Strangereal）」が作中世界を表す言葉として浸透していった。
PlayStation Experience 2015で『エースコンバット7』が公表されると、公式Twitterは「Welcome back to the Strangereal!」とツイートした。それ以降から公式はストレンジリアルという言葉を様々なメディアで使うようになり、公式Twitterやゲーム系メディアでもストレンジリアルという言葉がエースコンバットシリーズにおける架空世界を示す言葉として使われるようになっていった。

### 世界観の発展
ストレンジリアル世界の作品として初登場した作品は『エースコンバット04』であるが、その世界は現在のストレンジリアルと違って現実世界に近い地形をしており、歪んだユーラシア大陸やアメリカ大陸、および現在のアネア大陸のような大陸と共にユージア大陸が存在していた。『エースコンバット5』では大規模な設定改変が為され、オーシア大陸やベルーサ大陸などが設定され、ほぼ現在に近い世界観の骨子が形成された。また、『エースコンバット7』の発売前に『エースコンバット3』が同じ世界観を舞台にした作品であることが明確にされた。
『エースコンバット7』の公式サイトでは『エースコンバットX』は同一世界の作品として紹介されていなかったが、エースコンバットシリーズ30周年記念としてリニューアルされたシリーズ公式サイトのACES WEBでは、『エースコンバットX』がストレンジリアルを構成する作品であることが明確にされた。

## 設定年度
設定年度が存在するシリーズ各作品の年表は以下の通り。日付はプレイヤーが操作できるミッションの期間のみを記述している。
| 日付                                  | タイトル                                                            | イベント                     | 備考                                   |
| ------------------------------------- | ------------------------------------------------------------------- | ---------------------------- | -------------------------------------- |
| 1995年4月2日～6月20日                 | ACE COMBAT ZERO THE BELKAN WAR                                      | ベルカ戦争                   |                                        |
| 1995年12月25日～12月31日              | ACE COMBAT ZERO THE BELKAN WAR                                      | 国境無き世界蜂起             |                                        |
| 1997年もしくは1998年 3月20日～9月18日 | ACE COMBAT 2 ACE COMBAT 3D CROSS RUMBLE ACE COMBAT 3D CROSS RUMBLE+ | ユージア大陸紛争             | 正史に含まれるか不明                   |
| 2004年9月19日～2005年9月26日          | ACE COMBAT 04 shattered skies                                       | 大陸戦争（第一次大陸戦争）   |                                        |
| 2006年9月                             | ACE COMBAT 5 THE UNSUNG WAR                                         | 2006年自由エルジア蜂起       | アーケードモード                       |
| 2010年9月24日～12月31日               | ACE COMBAT 5 THE UNSUNG WAR                                         | 環太平洋戦争（ベルカ事変）   | キャンペーンモード                     |
| 2014年5月28日～7月11日                | ACE COMBAT 7 SKIES UNKNOWN                                          | 2014年自由エルジア蜂起       | VRモード                               |
| 2015年8月30日～2016年4月1日           | ACE COMBAT 6 解放への戦火                                           | エメリア・エストバキア戦争   |                                        |
| 2019年5月15日～11月1日                | ACE COMBAT 7 SKIES UNKNOWN                                          | 灯台戦争（第二次大陸戦争）   | キャンペーンモード                     |
| 2020年10月                            | ACE COMBAT Xi Skies of Incursion                                    | オーレリア戦争               | 正史に含まれるか不明                   |
| 2020年10月～12月                      | ACE COMBAT X Skies of Deception                                     | オーレリア戦争               |                                        |
| 2032年                                | Ace Combat Advance                                                  | 超国家企業と国家連合軍の戦争 | 正史に含まれるか不明                   |
| 2040年                                | ACE COMBAT 3 electrosphere                                          | 企業間戦争                   | ゲーム内容はシミュレーション上の出来事 |

正史に含まれるか不明な作品はシリーズ公式サイトのACES WEBにおいて、「ABSTRACTS」に記述されていないものである。
海外限定で配信された『NORTHERN WINGS』はストレンジリアル世界で起こった様々な戦争に主人公の部隊が関与するストーリーである。しかし公式からの声明はなく、具体的な繋がりは不明である。

## 舞台設定
地形や国家などは現実とは完全に異なっている一方で、地質史・生物史・人類史的には大まかに現実に即した歴史を辿ってきており、生態系や文化、言語には共通点が多い。

### 星系
舞台となる惑星は地球と呼ばれており、太陽や月も存在する。
星座についてもわし座、はくちょう座、南十字星など地球から観測できるものが登場する。

### 気候
現実世界とは気候などは大きく異なっている。例えばオーシア連邦の首都オーレッドは赤道付近に存在するものの湿潤大陸性気候であったり、高緯度帯のアネア大陸に砂漠が見られる。

### 宗教
神話や伝承については現実と共通するモチーフが多数登場する。現実の北欧神話では主神オーディンに仕えるワルキューレの一柱とされるラーズグリーズが作中では絵本に登場する悪魔として描かれていたり、アーサー王伝説に登場するエクスキャリバーが対空レーザー砲やイージス艦の名称として登場しており、これら以外にも多数の神話や伝承に登場する名称が作中世界に登場する。
宗教体系については明確な形で触れられることはないが、キリスト教的文化は各地で見られ、セントアークやサンサルバシオン、サンタエルバのように守護聖人の名を冠したような都市名が多数存在するほか、ディレクタスには教会が存在しており、グリスウォールでは12月にクリスマスが祝われ南半球であることから半裸のサンタクロースの飾り物が販売される。『04』でISAFが実行した作戦名もキリスト教的名称のものがいくつかあり、ノアズアーク作戦やジャッジメントデイ作戦はそれぞれノアの箱舟や審判の日を意味する。

### 言語
現実世界と同じ言語が使われるが、その言語の種類は多岐に渡る。オーシアを筆頭に世界各地で英語が使われるほか、ベルカではドイツ語、サピンではスペイン語が用いられる。エルジアではフランス語が用いられ、ユークトバニアではロシア語が使われる。こうした言語名はストレンジリアル内の言葉に置き換えられ、たとえばドイツ語はベルカ語、フランス語はエルジア語と呼ばれる。
訛りの概念もあり、『6』ではノルデンナヴィク語を話すエストバキア人に対し、エメリア人がエストバキア訛りのノルデンナヴィク語だと指摘するシーンがある。
東アジア圏の言語が使われる例も見られ、『3』ではヨーコ・マーサ・イノウエのように日本語的な名前を持つ人物や、紘瀬玲名のように日本名かつ漢字だけで表記する名を持つ者がいる。またギルバート・パークのように「朴影鉄」という韓国語的な本名を英語風に表している人物もいる。『7』に登場するフーシェン（húxiān）は、中国語で「狐仙」と表記する。『7』においてエルジアのアンカーヘッドでは日本語かつ漢字を使った看板も見られる。多作品に渡ってケイ・ナガセという日本的な名前を持つ人物が複数登場しており、英語音声では「名-姓」の順で表記されているが、日本語音声では「姓-名」表記の場合があり、『3D』では永瀬ケイ、『7』ではナガセ・ケイという表記が見られる。
現実世界でなければ存在し得ない言葉も多々見られ、たとえば『5』ではダッチロール（「Dutch」はオランダ人を意味する）という単語が登場し、『7』の英語音声ではオーシア空軍のAWACS管制官であるロングキャスターが「Italian bistro（イタリアのビストロ）」と呼ぶ場面がある。

### 科学技術
各作品内で解説される実在機が登場するに至る背景設定も概ね現実の軍事情勢に沿ったものである。ただし、軍事技術を中心とする一部の科学技術については、現実世界の現代において基礎研究段階である技術が同年代において既に実用段階であるなど、やや高度な水準に到達しており、各作品内ではそれらが架空兵器という形で表出している。軍用機の採用年も現実のそれより早い。また、発売当時の現実世界で採用前、不採用の試作機、実戦を想定しない実験機についても、作中では量産・武装がなされている体で解説されている。また現実世界では不可能なことが多い、陸上機が空母を使って離着陸する描写がある。

### 科学単位
国際単位系とヤード・ポンド法が混在している。オーシアでは華氏が温度の単位として用いられている。

## 国と地域
大陸の総数について明示された例は少ない。資料によって、六大大陸とする表記があったり、大陸ごとに四角い枠で覆っている世界地図によれば総数は7つともされる。経度はノースポイントの最東端を0度とし、オーシア西部やオーレリア南西部が180度にあたる。日付変更線はおよそ東経130度から150度の間にあり、オーシア大陸とベルーサ大陸を隔てる位置に設けられている。

### ユージア大陸
主要登場作品：「3」「04」「5（アーケードモード）」「7（キャンペーンおよびVRモード）」
西にオーシア大陸、東にベルーサ大陸が位置する。
ユリシーズによる被害を最も被った大陸であり、長年に渡り難民問題やエネルギー問題を抱えており、不安定な情勢が続いている。中央ユージア連合（FCU）やノースポイント、エルジアなど複数の国家で構成されているが、2040年代にはUSEAという単一連邦国家へと統合されている。しかし、USEAの国家権力の多くは巨大多国籍企業体であるゼネラルリソースに掌握されており、事実上地域区分としてその名を留めている。

### オーシア大陸
ユージア大陸とベルーサ大陸の間に位置する最大の大陸である。大陸全体をオーシア大陸としつつ、南部を南オーシア大陸として独立した大陸としている。

#### オーシア大陸（北部）
オーシア連邦（Osean Federation）
主要登場作品：「5」「ZERO」「7」
オーシア大陸西部に位置する大国で、首都はオーレッド。ベルカ戦争以前は拡張主義だったが、戦後はお互いに仮想敵国と位置付け冷戦状態にあったユークトバニア連邦共和国との友好推進を始めとして、サミット開催などの世界的な融和政策を推進していた。しかし環太平洋戦争の終戦後は、ユージア大陸での国際軌道エレベーターの建造とユージア大陸への駐留軍の派遣を実施し、エルジアとの戦争が勃発する原因となった。
 ベルカ公国 （Principality of Belka）
主要登場作品：「5」「ZERO」
オーシアの東に位置する国家。首都はディンズマルク。かつては高い技術力や工業力、そしてそれに裏打ちされた精強な軍隊を有する軍事大国であり、その軍事力を背景に領土拡大を続けていた。一時はベルカ連邦へと国号を変更したが、財政難に瀕し、連邦法改正による領土放棄などで経済の立て直しを図る。しかしそれでも経済不安は収まらず、それによる国民の不安を背景とした極右政党の政権獲得後、周辺諸国に宣戦布告しベルカ戦争を引き起こした。緒戦こそ各国のかなり部分を占領するが、オーシアやサピン王国、ウスティオを中核とした連合軍の反攻により本土に追い込まれ、進退窮まった末に戦術核を国内で使用したが、結局大勢が覆ることはなく、暫定政権が成立し停戦条約に調印し降伏した。南ベルカをオーシアに割譲し、最盛期の連邦制時代とは一転して小国となった。その後、「灰色の男たち」と呼ばれる過激派のベルカ人による工作活動によって環太平洋戦争が勃発したほか、灯台戦争の緒戦でも暗躍があったとされる。
 ウスティオ共和国（Republic of Ustio）
主要登場作品：「ZERO」
オーシアの東かつ、ベルカの南東に位置する国家。旧ベルカ連邦の構成国。首都はディレクタス。ベルカ連邦法の改正を受けて、1988年5月12日にベルカから分離独立した。1991年12月16日の国境線引き直しにより東部領土をラティオに割譲した。1991年8月29日に、ベルカの東部領を購入した。1995年、莫大な地下資源が存在することが明らかになり、ベルカから攻撃を受けベルカ戦争が勃発した。開戦から一週間後には山岳地帯を除くほとんどの地域を占領されるが、その後は連合軍に参加し、反攻作戦で国土回復に成功した。ベルカ連邦時代はベルカの技術力の基となるほどの工業力を持っていたため、基本的に裕福な国でもある。
サピン王国（Kingdom of Sapin）
主要登場作品：「ZERO」
ベルカ公国の南に位置する国。首都はグラン・ルギド。もともと北はベルカ連邦、北東はラティオと接しており、フトゥーロ運河の対岸に位置する形でオーシアと接していた。その後、1988年5月12日にウスティオが独立したことで、北はウスティオ、北西はベルカ連邦と接する形へと変化。1991年8月29日にベルカの南東部を購入した。ベルカ戦争ではベルカ軍から攻撃を受け、購入した領土以上の地域を奪われるが、戦後処理により国境線は戦前の状態で確定した。以降、西はオーシア、北はウスティオ、北東はラティオと接する形で確定している。南はオーレッド湾や大西洋が位置する。
ファト連邦（FATO states）
ベルカの東に位置する国家。首都はブルニーズ。1991年8月29日にベルカ北東部の領土を格安で購入した。ベルカ戦争ではモーデルの戦いでゲベートを支援するが敗退し、以後ベルカ軍の侵攻を受ける。
一部資料ではファトー連邦とする表記ゆれがある。
ゲベート共和国（Republic of Gebet）
ベルカの東に位置する国家。旧ベルカ連邦の構成国。首都はモンス。ベルカ連邦法の改正で独立機運が高まり、ウスティオに先立ち1988年2月8日にベルカから分離独立した。1991年8月29日にベルカの東部領を購入。1991年12月16日の国境線引き直しによりレクタと分裂した。ベルカ戦争では戦線構築をする間もなく、3月27日のモーデル制圧戦をはじめ、各地でベルカ軍に敗れる。
レクタ（Recta）
ベルカの東に位置する国家。旧ベルカ連邦の一部であった。ゲベートが独立したあと、1991年12月16日の国境線引き直しによりゲベートから分離独立した。首都はコール。1970年代には民族主義を掲げる解放戦線が活動しており、ベルカ中央政府とはレクタ紛争と呼ばれる戦争状態にあった。
ラティオ / レシオ（Ratio）
ウスティオの東に位置する国家。首都はチェントルムあるいはセントラム（Centrum）。ウスティオがベルカから分離独立したあと、1991年12月16日の国境線引き直しによりウスティオ東部を併合した。灯台戦争時点では、沿岸部に敷設している音響監視システムの情報をオーシアと共有している。
名称には表記ゆれがあり、統一されていない。
ノルトランド（Nordlands）
大陸の最東端に位置する国家。北西はファト、南西はウィエルバキアと接する。東は海を挟んでエルジアが位置する。アークバード会議ではG7の一国として参加している。
ウィエルバキア（Wielvakia）
ノルトランドの南に位置する国家。
もともと西はベルカ連邦と接していたが、ゲベートの独立によってゲベートと接するようになり、ゲベートがレクタと分裂したことで北西はゲベート、西はレクタと接するようになった。

#### 南オーシア大陸
オーレリア連邦共和国（Federal Republic of Aurelia）
主要登場作品：「X」
南オーシア大陸の南端にある国家。首都はグリスウォール。国土の大半は寒冷地だが、埋蔵される豊富な地下資源や、世界最大のシンクロトロン研究所などに代表される高い技術力で繁栄を遂げている。内戦が起こっていた隣国のレサスに対して経済支援を行っていたが、レサスによる突然の侵略を受け、国土の大半を占領されるも、反攻作戦に成功し国土回復を果たした。
レサス民主共和国（Democratic Republic of Leasath）
主要登場作品：「X」
オーレリア北東部国境に接する国家。首都はアレンダル。長年に渡り不安定な情勢が続き、レサス内戦と呼ばれる長年に渡る内戦が勃発したことで貧窮していた。隣国のオーレリアから経済支援を受けていたが、国民生活は貧しい。そうした国力に不釣り合いなまでに強力な軍事力を持っていたが、これには食糧購入を目的に拠出されていたオーレリアの支援金を、全て軍備の増強に流用したためである。
2019年に内戦は終結したが、2020年10月に「長年友好国を装い搾取を続けてきたオーレリアへの報復」という大義名分を掲げて、オーレリアへの侵攻を開始する。一時はオーレリアの国土の大半を占領するなど圧倒的な優位を誇っていたが、オーレリア軍の反攻作戦により敗退を重ねた上、さらに食糧支援金流用スキャンダルが発覚し2ヶ月足らずで敗戦が決定的となった。
パーブラ（Perbla）
オーシアの南に位置する国家。首都はゲートウッド。
『5』のミッション11Aのブリーフィング地図に登場するが、文字が見切れている上に、その後の作品や設定資料では一切触れられていない。

### ウェロー
オーシア大陸の北に位置する。大陸名は明言されていないが、大陸のひとつとして数えられている。
ウェロー民主連邦国（Wellow）
オーシア大陸の北に位置する高緯度帯の永世中立国。国境を超えた場所でのサミットとして、外洋でサミットが開かれる予定だった時期があるが、シェルパ会議中にテロ未遂事件が起こって中止となっている。

### べルーサ大陸
オーシア大陸とユージア大陸の間に位置する2番目に大きい大陸。大陸の東部を中心に大半をユークトバニアが国土としている。
 ユークトバニア連邦共和国（Union of Yuktobanian Republics）
登場作品：「5」「ZERO」
ベルーサ大陸北東部に位置する大国。略称はユーク。首都はシーニグラード。長年にわたってオーシア連邦と冷戦状態にあったが、ベルカ戦争後はオーシアとの融和を進め、1999年に冷戦を終結させた。2000年からニカノール首相によるグラスノスチなどの体制刷新や、オーシアとの更なる融和を進めていたが、こうした宥和政策は一部の軍部からは不評であった。2010年、ベルカによる工作もあって好戦派がニカノール首相を幽閉し政権を掌握し、オーシアへ宣戦布告し環太平洋戦争を勃発させた。戦後は復権したニカノールの手によりオーシアとの関係を修復し、START-3（第3次戦略兵器削減条約）を締結した。
ベルーサ（Verusa）
大陸南東に位置する国家。北はユークトバニア、西は国名不明の国家、東は太平洋に面している。
アークバードの恒久的宇宙ステーション建設への足がかりとする点について参画を表明していたほか、アークバード会議ではG7の一国として参加している。
ソトア（Sotoa）
大陸西部に位置する国家。西はユージア海に面しており、東から南にかけて国名不明の国々と接している。北は名称不明の内海がある。
カルガ共和国
位置不明の国家。1986年に発生したユークトバニア南部国境でのチュメニ紛争においてユークトバニアと交戦している。
ヴァルカ王国
位置不明の国家。ドミニク・ズボフが一時的に傭兵として王国空軍に参加している。

### アネア大陸
ベルーサ大陸の北に位置する最小の大陸である。国家も南極を除く全大陸で最も少なく、エメリア共和国、エストバキア連邦、ノルデンナヴィク王国の3カ国のみである。
 エメリア共和国 （Republic of Emmeria）
主要登場作品：「6」
アネア大陸の中央部から西部およびケセド島を領有する共和制国家。首都はグレースメリア。アネア大陸の国家の中では最大の領土を有する。
小惑星ユリシーズによる被害が少なく、エストバキアに対し断続的に復興支援を実施してきたが、現在のエストバキア政府の母体となった東部軍閥と敵対していたLUFに支援物資を送っていた過去があったことから外交的な不和を抱えていた。高い経済力を持ち、軍事力も質と量共にエストバキアを上まわり、世界でも有数の能力を誇る。
エストバキア連邦（Federal Republic of Estovakia）
主要登場作品：「6」
アネア大陸東部を占める複数の共和国からなる連邦国家。
構成する各国の資源や生産物の再分配による一体化した経済圏によって発展を遂げていたが、小惑星ユリシーズの破片が多数落着したことで甚大な被害を被り、中央政府の弱体化により各地の軍閥の台頭を招き内乱状態に陥った。最終的に主要軍閥の一つであった東部軍閥が主体となって国内が統一され、各軍管区司令官によって構成される「将軍たち」と呼ばれる軍事政権が樹立されたものの、依然として反政府勢力や経済不況を抱える国内情勢を取りまとめることは困難を極めていた。
困窮した経済を立て直すべく2015年8月30日にエメリアへ向け宣戦を布告して侵攻を開始し、当初はエメリア首都グレースメリアなどエメリアの国土の大半を占領するなど圧倒していたが、要である重巡航管制機「アイガイオン」を中核とする空中艦隊を失い、エメリア軍によって徐々に追い詰められていく。最終的にエメリア軍によってグレースメリアを奪還され、切り札として用意していた超大型レールガン「シャンデリア」も破壊されてしまい、反体制派によるクーデターが勃発したことで軍事政権は崩壊した。
ノルデンナヴィク王国（Kingdom of Nordennavic）
主要登場作品：「6」「NORTHERN WINGS」
アネア大陸の北西部と北西の海に浮かぶ大小の島々からなる永世中立国。エメリア・エストバキア戦争においても中立を堅持する。国土は寒冷で湖沼や森林が多く豊かな土地とは言い難いが、機械工業やソフトウェア産業が栄えており、数々の有力企業を抱えているほか世界の工場の役割を担っている。シリーズのデザイナーである三品幸彦によって国籍マークなどの裏設定が公開されている。
アネア共和国（Anea）
『6』の設定が決まる前に存在していた国家。ユークトバニアやエルジアと親密な関係にある国家で、公式な軍事同盟こそないものの、この三国は武器の輸出入に関して相互援助条約を結んでいる。
同一の世界観の上に成立している『6』では、アネア大陸は2015年の段階でエメリア共和国、エストバキア連邦、ノルデンナヴィク王国に分かれており、アネア共和国は存在していない。『6』製作時に設定が改変され、2004年にエメリア、エストバキア、ノルデンナヴィクを統一国家とする構想から「アネア共和国準備機構」が設立されていたが、エストバキアの情勢悪化を受けてその構想が2008年に一時凍結されたという形になっている。

### 南極大陸
設定上存在するが舞台になった事はなく、国家や施設の有無は不明である。現実世界の南極大陸とは大きく形が異なる。

## 海洋
北極海（Arctic Ocean）
アネア大陸やオーシア大陸の北に位置する大洋。
セレス海（Ceres Ocean / Ceres Sea）
北オーシア大陸とベルーサ大陸を隔てる大洋。南は太平洋と接続している。
英語表記では「Ceres Ocean」が広く使われるが、『エースコンバット5』のムービーに描かれる古地図には「Ceres Sea」の表記が見られる。
太平洋（Pacific Ocean）
南オーシア大陸とベルーサ大陸を隔てる大洋。北はセレス海と接続している。
大西洋（Atlantic Ocean）
南オーシア大陸から東の大洋。スプリング海やオーレリア海と接続する。
『エースコンバット5』のムービーに描かれる古地図にのみ存在が明記される。
スプリング海（Spring Sea）
北オーシア大陸とユージア大陸を隔てる海洋。
アンカーヘッドから南西にはアザレア海山列や島嶼が存在し、更にオーシア大陸側に寄るとピアニー海溝が存在する。
フォスカム海（Fuscum Sea）
アネア大陸とベルーサ大陸を隔てる海洋。
カスケード海（Cascade Ocean）
ユージア大陸北西に位置する大洋。
ユージア海（Eusian Ocean）
ユージア大陸とベルーサ大陸を隔てる大洋。
オーレリア海（Aurelian Sea）
オーレリアやダナーン諸島南東の海洋。
ベニオン海（Bennion Sea）
北オーシア大陸の内海でイーグリン海峡を通じてセレス海と繋がっている。

## 国際機関・組織
IUN（International United Nation）
国連と呼ばれる国際機関。1999年4月頃の時点ではIUN国際部隊がユージア大陸でエルジア軍に対しFCU軍と共に共同戦線を張っている。大陸戦争の終結後にISAFが解散しエルジアが暫定自治政府から脱却すると、オーシア軍を中心とするIUN国際停戦監視軍（IUN-PKF）が派遣され停戦協定の履行を監督するようになる。
2014年には蜂起した自由エルジアと交戦している。2019年には灯台戦争の勃発に伴ってエルジア軍と交戦する。戦後はエルジア内の独立を主張する勢力や自由エルジアへの対処のため、ユージア大陸諸国の軍を交えた大規模な組織改編が計画されており、順次各地へ派遣される予定となっている。2020年6月30日にオーシアが主催するベルカ戦争終結25周年記念式典に参加しており、GAZE誌2020年7月10日号の表紙を飾ったレッドミル空軍基地でのエレファントウォークの写真では、IUNに所属するF/A-18Fやタイフーン、ASF-Xといった戦闘機が左右に並んでいる。

## リッジレーサーシリーズとの繋がり
同じくナムコのゲームであるリッジレーサーシリーズと世界観を共有していると思われる描写がある。
エースコンバット2
ポート・エドワーズにアッソルート社の広告看板がある。
エースコンバット5
バーナ学園都市のハイウェイにカマタ社のフィエラが停めてある。
エースコンバット7
アンカーヘッドの広告看板にテラジ社の「ガイア」という新型車が掲載されている。これまでのものは既存のシリーズに登場した車だが、この車は新規にデザインされたものでシリーズにも未登場である。このことからリッジレーサーの新作の登場が噂されたが、ディレクターの河野一聡はTwitterで「菅野さんのイタズラです」と答えている。
リッジレーサー3D
エルジアの航空会社であるエアエルジアの旅客機が登場している。